# G̓
G̓ (minuscule : g̓), appelé G virgule suscrite, est une lettre latine utilisée dans l’écriture du st'at'imcets.
Il s’agit de la lettre G diacritée d’une virgule suscrite.

## Représentations informatiques
Le G virgule suscrite peut être représenté avec les caractères Unicode suivants : 
- décomposé (latin de base, diacritiques) :

| formes    | représentations | chaînes de caractères | points de code | descriptions                                          |
| --------- | --------------- | --------------------- | -------------- | ----------------------------------------------------- |
| capitale  | G̓               | G◌̓                    | U+0047 U+0313  | lettre majuscule latine g diacritique virgule en chef |
| minuscule | g̓               | g◌̓                    | U+0067 U+0313  | lettre minuscule latine g diacritique virgule en chef |

## Sources
- L’Alphabet Secwepemctsin (Eastern Dialect), FirstVoices.ca
- L’Alphabet Splatsin, FirstVoices.ca
- L’Alphabet St'at'imcets, FirstVoices.ca